# Mallos
Mallos là một chi nhện trong họ Dictynidae. Chi này có 16 loài.

## Các loài
- Mallos blandus Chamberlin & Gertsch, 1958 – USA
- Mallos bryanti Gertsch, 1946 – USA, Mexico
- Mallos chamberlini Bond & Opell, 1997 – Mexico
- Mallos dugesi (Becker, 1886) – USA, Mexico
- Mallos flavovittatus (Keyserling, 1881) – Venezuela, Peru
- Mallos gertschi Bond & Opell, 1997 – Mexico
- Mallos gregalis (Simon, 1909) – Mexico
- Mallos hesperius (Chamberlin, 1916) – Mexico to Paraguay
- Mallos kraussi Gertsch, 1946 – Mexico
- Mallos macrolirus Bond & Opell, 1997 – Mexico
- Mallos margaretae Gertsch, 1946 – Costa Rica, Panama
- Mallos mians (Chamberlin, 1919) – USA, Mexico
- Mallos nigrescens (Caporiacco, 1955) – Venezuela
- Mallos niveus O. Pickard-Cambridge, 1902 (type) – USA, Mexico
- Mallos pallidus (Banks, 1904) – USA, Mexico
- Mallos pearcei Chamberlin & Gertsch, 1958 – USA